# 페페토
페페토는 네이버웹소설에서 '가짜 황자비의 위험한 신일기'를 연재하는 웹소설 작가이다. 일러스트는 망기가 담당하고 있다.